# Arrondissement de Moudéry
L'arrondissement de Moudéry est l'un des arrondissements du Sénégal. Il est situé dans le département de Bakel et la région de Tambacounda.
Il compte trois communautés rurales :
- Communauté rurale de Moudéry
- Communauté rurale de Ballou
- Communauté rurale de Gabou

Son chef-lieu est Moudéry.